# 上湖乡 (寿阳县)
上湖乡，曾是中华人民共和国山西省晋中市寿阳县下辖的一个乡镇级行政单位。2021年4月，撤销上湖乡，整建制并入西洛镇。

## 行政区划
上湖乡下辖以下地区：
上湖村、段庄村、芦家庄村、史大合村、北河村、李坡村、莲花池村和常村。